# Elizabeth Mitchell
Elizabeth Mitchell (ur. 27 marca 1970 w Los Angeles) – amerykańska aktorka.

## Życiorys
Niedługo po narodzinach Elizabeth jej rodzice przeprowadzili się do Dallas w Teksasie. Zostali właścicielami dużej posiadłości i prawnikami podatkowymi. W 1991 ukończyła Stephens College ze specjalnością sztuk pięknych. Znana między innymi z roli psycholog-lesbijki w serialu Ostry dyżur, ponadto wystąpiła w serialu Spin City jako Nancy Wheeler oraz w JAG – Wojskowe Biuro Śledcze, gdzie wcieliła się w postać porucznik Sandrę Gilbert. W 2006 zagrała w serialu Zagubieni.
W latach 2004–2013 była żoną Chrisa Soldevilli. 4 września 2005 roku urodził się im syn Christopher Joseph Jr.

## Filmografia

### Filmy
- 1999: Molly jako Beverly Trehare
- 2000: Częstotliwość (Frequency) jako Julia Sullivan
- 2000: Siostra Betty (Nurse Betty) jako Chloe Jensen
- 2001: Podwójny chwyt (Double Bang) jako Karen Winterman
- 2001: Hollywood Palms jako Blair
- 2002: Śnięty Mikołaj 2 (The Santa Clause 2) jako Carol Newman/Pani Mikołajowa
- 2006: Potęga strachu (Running Scared) jako Edele Hansel
- 2006: Śnięty Mikołaj 3: Uciekający Mikołaj (Santa Clause 3: The Escape Clause) jako Carol Newman/Pani Mikołajowa
- 2011: Answers to Nothing jako Kate
- 2016: Noc oczyszczenia: Czas wyboru (The Purge: Election Year) jako Charlie Roan
- 2020: What We Found jako kapitan Hilman
- 2021: Trzy królowe (Queen Bees) jako Laura Wilson
- 2021: Polowanie na czarownice (Witch Hunt) jako Martha Goode
- 2022: When Time Got Louder jako Tish Peterson
- 2023: Obcy porwali mi rodziców i teraz mi trochę głupio (Witch Hunt) jako Vera

### Telewizja
- 1993: Dangerous Curves jako Bethanny Haines (gościnnie)
- 1994–1995: Loving jako Dinah Lee Mayberry Alden McKenzie
- 1996: L.A. Firefighters jako Laura Malloy
- 1996: Gliniarz z dżungli (The Sentinel) jako Wendy Hawthorne (gościnnie)
- 1997: Comfort, Texas jako Trudy
- 1997: JAG (JAG) jako Sandra Gilbert (gościnnie)
- 1998: Gia (Gia) jako Linda Mitchell
- 1998: Significant Others jako Jane Chasen
- 1999–2000: A życie kołem się toczy (Time of Your Life) jako Ashley Holloway
- 2000: The Linda McCartney Story jako Linda McCartney
- 2000–2001: Ostry dyżur (ER) jako Kim Legaspi (gościnnie)
- 2001: The Beast jako Alice Allenby
- 2001: Spin City (Spin City) jako Nancy Wheeler (gościnnie)
- 2002: Man and Boy jako Cyd Mason
- 2003: CSI: Kryminalne zagadki Las Vegas (CSI: Crime Scene Investigation) jako Melissa Winters (gościnnie)
- 2003: Prawo i porządek: sekcja specjalna (Law & Order: Special Victims Unit) jako Andrea Brown (gościnnie)
- 2003: The Lyon's Den jako Ariel Saxon
- 2004: Orły z Bostonu (Boston Legal) jako Christine Pauley (gościnnie)
- 2004: Everwood (Everwood) jako Sara Beck (gościnnie)
- 2004: Grammercy Park jako Taylor Elliot Quinn
- 2004: Dr House (House) jako Mary Augustine (gościnnie)
- 2004: Dale Earnhardt: Mistrz kierownicy (3: The Dale Earnhardt Story) jako Teresa Earnhardt
- 2006: Haskett's Chance jako Ann Haskett
- 2006–2010: Zagubieni (Lost) jako Juliet Burke
- 2009–2011: V (V) jako Erica Evans
- 2011: Prawo i porządek: sekcja specjalna (Law & Order: Special Victims Unit) jako June Frye
- 2012–2014: Revolution (Revolution) jako Rachel Matheson
- 2013: Powtórne święta Kristin (Kristin’s Christmas Past) jako Barbara Cartwell
- 2013: Proces Casey Anthony (Prosecuting Casey Anthony) jako Linda Drane Burdick
- 2014: Dawno, dawno temu (Once Upon a Time) jako Ingrid/Królowa Śniegu/Sarah Fisher
- 2015: Przekraczając granice (Crossing Lines) jako Carine Strand
- 2015: Gortimer Gibbon z ulicy Normalnej (Gortimer Gibbon's Life on Normal Street) jako Mel Fuller (gościnnie)
- 2016: Dead of Summer (Dead of Summer) jako Deb Carpenter
- 2018–2021: The Expanse (The Expanse) jako Anna Volovodov (gościnnie)
- 2019: Blindspot: Mapa zbrodni (Blindspot) jako Scarlett Myers (gościnnie)
- 2019: The Christmas Club jako Olivia Bennett
- 2021: The Good Doctor (The Good Doctor) jako Dannie Miller (gościnnie)
- 2021: Outer Banks (Outer Banks) jako Carla Limbrey (gościnnie)
- 2022: FBI: International jako Angela Cassidy (gościnnie)
- 2022: Pierwsze zabójstwo (First Kill) jako Margot Fairmont
- 2022–2023: Śnięty Mikołaj jako Carol Calvin/Pani Mikołajowa